# Oui l'espoir
Oui l'espoir est un roman d'Yvonne Baby paru le 1er décembre 1967 aux éditions Grasset et ayant reçu le Prix Interallié la même année.

## Éditions
- Oui l'espoir, éditions Grasset, 1967  (ISBN 0037487043).